# Propleuron

Onderdelen van het borststuk van een huisvlieg:
1 = prescutum
2 = scutum
3 = scutellum
4 = propleuron
5 = mesopleuron
6 = metapleuron
7 = prosternum
8 = mesosternum
9 = metasternum

Het propleuron is een onderdeel van het borststuk van een insect. Propleuron betekent aan de voorzijde van de zijkant. Het propleuron is gelegen aan de voorzijde van de zijkant van het borststuk, voor het mesopleuron (in het midden) en het metapleuron (aan de achterzijde).